# 李麗芳
李麗芳（1932年—2002年4月29日），京劇演員，工旦行，師承蘇盛琴等，善梅派傳統戲，一級演員。
曾在中國京劇院四團、寧夏京劇團、上海京劇院工作。
主要演出作品是《杜鵑山》（寧夏京劇團全国京剧现代戏观摩演出大会演出版，蘇盛琴、李門、李超唱腔音樂設計，1964年，飾黨代表賀香）和《海港》（8個樣板戲裡的1個，飾黨支書方海珍）。